# Stetind en boira
Stetind en boira és una pintura a l'oli realitzada per Peder Balke en 1864. Es troba al Museu Nacional d'Art, Arquitectura i Disseny (Oslo) (Noruega) des de quan va ser adquirida el 1980. A més el museu té dues versions més petites de la mateixa escena.

## Antecedents
Peder Balke va obtenir la inspiració per a la pintura durant el seu primer viatge perllongat, que va realitzar l'any 1832 per conèixer la naturalesa del nord de Noruega. L'espectacular paisatge de la costa nord de Noruega va deixar impressionat a Balke. El pintor va utilitzar a Stetind com un tema per les seves obres pictòriques en diverses ocasions més endavant. Motius similars es troben també en els 26 esbossos que es troben registrats que el pintor va vendre al rei Luis Felipe de França, i que ara es troben en el museu del Louvre de París.

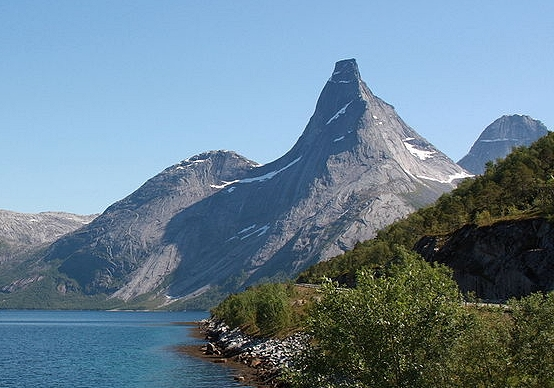
Fotografia de la muntanya Stetind de l'any 2009

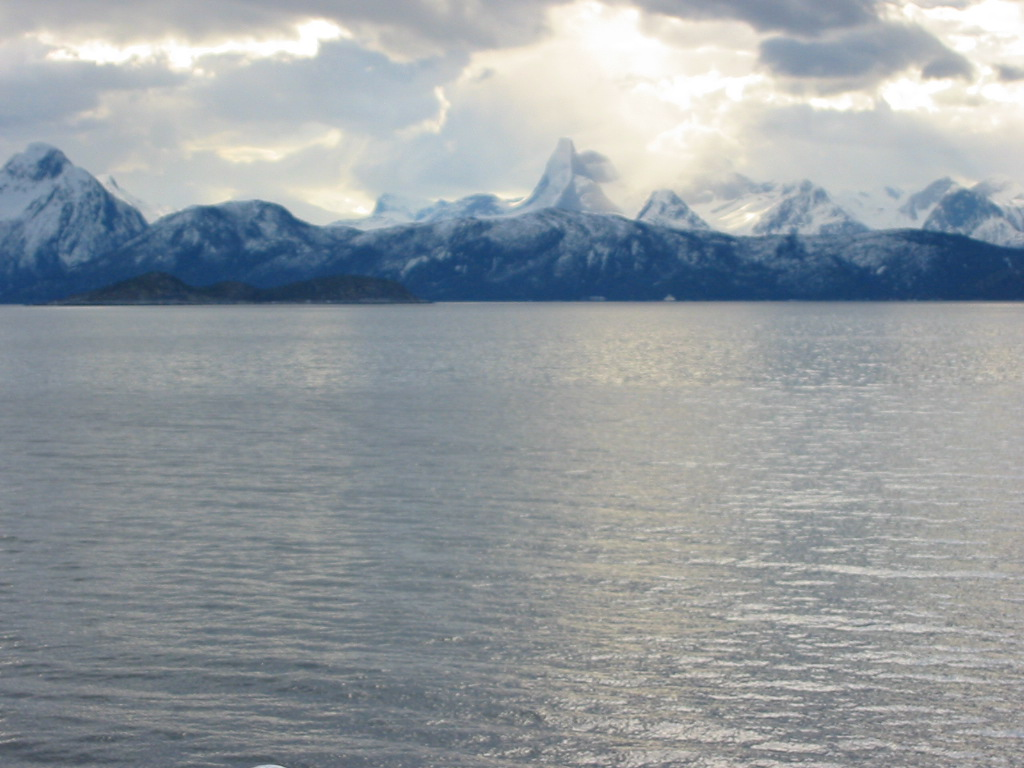
Altre vista de Stetind

La muntanya de Stetind s'assenta en el fiord tranga, una de les capçaleres del Tysfjorden. El cim de la muntanya va ser seleccionada en primer lloc en un sondeig (enquesta) de la Norsk Rikskringkasting.

## Descripció
La pintura és una composicón de la tradició romàntica que descriu la relació de l'home amb les forces de la naturalesa, la muntanya de Stetind es troba al centre de la pintura, amb un horitzó molt baix, mentre que una boira grisa domina tota l'escena. En l'aigua s'aprecien dos vaixells que lluiten contra l'element del vent, tot això està sent observat per un petit grup de persones que es troben sobre una roca. Les figures són extremadament petites, segurament per donar la referència entre la natura i la seva força i els humans.

## Europeana 280
A l'abril de 2016, la pintura Stetind en boira va ser seleccionada com una de les deu més grans obres artístiques de Noruega pel projecte Europeana.